# Парорио (дем Гревена)
Вижте пояснителната страница за други значения на Парорио.
Парорио или Ряхово (на гръцки: Παρόρειο; катаревуса: Παρόρειον, Парорион; до 1927 година Ριάχοβο, Ряхово) е село в Република Гърция, дем Гревена, област Западна Македония.

## География
Селото е разположено на 800 m надморска височина, на около 15 km югозападно от град Гревена, в подножието на западните разклонения на планината Пинд. Землището му се простира от лявата (северната) страна на река Венетикос.

## История

### В Османската империя
В края на XX век Ряхово е малко гръцко християнско село в югозападната част на Гребенската каза на Османската империя. Според статистиката на Васил Кънчов през 1900 година в Ряхово живеят 63 гърци.
Църквата „Свети Илия“ е от 1900 година.
На Етнографската карта на Битолския вилает на Картографския институт в София от 1901 година Ряхово е чисто помашко (гръцко мохамеданско) село в Гревенската каза на Серфидженския санджак с 12 къщи.
Според статистика на Серфидженския санджак на гръцкото консулство в Еласона от 1904 година в Ряховон (Ριάχοβον), Гревенска каза, живеят 55 гърци елинофони християни.

### В Гърция
През Балканската война в 1912 година в селото влизат гръцки части и след Междусъюзническата в 1913 година Ряхово влиза в състава на Кралство Гърция.
През 1927 година името на селото е сменено на Парорион.
Населението произвежда жито, картофи и други земеделски култури, като частично се занимава и със скотовъдство.
| Година    | 1913 | 1920 | 1928 | 1940 | 1951 | 1961 | 1971 | 1981 | 1991 | 2001 | 2011 | 2021 |
| --------- | ---- | ---- | ---- | ---- | ---- | ---- | ---- | ---- | ---- | ---- | ---- | ---- |
| Население | 77   | 76   | 102  | 124  | 120  | 65   | 28   | 34   | 45   | 33   | 12   | 7    |